# Côte de la Haute-Levée
Côte de la Haute-Levée is een helling in de Belgische provincie Luik. De beklimming begint in Stavelot in het dal van de Amblève en gaat geheel over de N622 in noordelijke richting naar Francorchamps. De Haute Levée is vooral bekend van de wielerklassieker Luik-Bastenaken-Luik, waar de beklimming halverwege de terugweg ligt, op ongeveer 75 km voor de finish. De moeilijkheid zit vooral in de lengte van 3,6 km. De steilte van 5,6% (maximaal 12%) valt mee in vergelijking tot de twee keer zo steile Stockeu, die ten zuiden van Stavelot ligt en die meestal vooraf aan de Haute Levée wordt beklommen. De Haute Levée werd ook opgenomen in andere wielerkoersen; zo was het de eerste van in totaal zes gecategoriseerde beklimmingen tijdens de derde etappe van de Ronde van Frankrijk 2006, met finish in Valkenburg aan de Geul.
Doordat de helling op een drukke verbindingsweg ligt, ook voor vrachtverkeer, en het steilste stuk onderaan ligt bij het binnenrijden van Stavelot, kwam de helling enkele keren negatief in het nieuws. Op 17 augustus 1986 begaven de remmen van een touringcar het tijdens de afdaling. Het voertuig ramde een gebouw; 8 mensen kwamen om en er vielen 42 gewonden. Na dit busongeval werd de Haute Levée verboden voor voertuigen met een maximaal toegestane massa van meer dan 7 ton. De afdaling werd ook aangepast. Er kwamen zandbakken voor onbestuurbaar geraakte voertuigen. Doch een vrachtwagenchauffeur negeerde op 29 juni 1998 het verbod van 7 ton. De remmen weigerden dienst. Ook reed hij niet in een zandbak om het voertuig gestopt te krijgen. Het gevaarte geladen met verf denderde aan hoge snelheid het centrum van Stavelot binnen en verongelukte. Een aantal explosies volgden. Twee mensen kwamen om, er vielen 71 gewonden en 20 gebouwen werden compleet vernield.
Côte de la Roche-en-Ardenne · Côte de Saint-Roch · Côte de Mont-le-Soie · Côte de Wanne · Côte de Stockeu · Côte de la Haute-Levée · Côte du Rosier · Côte du Maquisard · Côte de la Redoute · Côte de Sprimont · Côte des Forges · Côte de la Roche-aux-Faucons

Voormalige beklimmingen: Côte de Ny · Mont-Theux · Côte de la Vecquée · Côte de Colonster · Côte du Sart-Tilman · Côte de Saint-Nicolas · Côte de la Rue Naniot · Ans